# Gouvernement et société du Premier Empire bulgare
Le gouvernement du Premier Empire bulgare était monarchique et héréditaire. Le monarque réunissait les fonctions de commandant-en-chef de l’armée, de juge et, pendant l’ère païenne, de grand-prêtre.  Le souverain bulgare porta le titre de « khan » jusqu’en 864 et à partir de cette date celui de « knyaz » ou prince jusqu’en 913 alors que lui fut reconnu celui de « tsar » ou empereur. Son pouvoir n’était cependant pas absolu, limité par l’influence des familles nobles et par l’Assemblée du peuple. Il avait à son service un « khavan » ou premier ministre lequel, comme le « ichirgu-boila » sorte de ministre des Affaires étrangères, avait aussi un rôle militaire. 
La société se composait de trois classes sociales : deux pour la noblesse et une pour le peuple. La noblesse comprenait ainsi les « boilas » parmi lesquels étaient choisis les titulaires des plus hautes fonctions de l’État, familles dont la lignée remontait aux temps où les Bulgares habitaient encore les steppes de l’Asie centrale, ainsi que les « bagans »  qui avec les « tarkhans » formaient un autre groupe privilégié. Les paysans, pour la plupart libres, habitaient des « zadruga », communautés villageoises ayant une responsabilité collective ; à partir du Xe siècle, de plus en plus de paysans devinrent liés soit à des seigneurs terriens, soit au clergé dont ils cultivaient les terres. 
Le khan Kroum fut le premier à donner au pays un code de lois écrit, applicable sur toute l’étendue du territoire. Pour sa rédaction, le khan avait sollicité l’opinion du pape sur certaines questions, mais l’ensemble du code s’appuyait sur le code de lois byzantines appelé "Écloge" et sur le "Nomocanon", code de lois ecclésiastiques, tous deux adaptés aux circonstances particulières de l’État bulgare. 
Entouré d’ennemis dont le moindre n’était pas l’Empire byzantin, l’Empire devait accorder une grande importance à son armée dont la composante la plus importante était la cavalerie lourde dotée au début du IXe siècle de quelque 30 000 hommes. 
Son économie reposait essentiellement sur l’agriculture, mais l’élevage, la production minière et l’artisanat permettaient un commerce international florissant qui fut à maintes reprises l’occasion de négociations avec l’Empire byzantin. Outre ses deux capitales, Pliska et Preslav, la Bulgarie comptait de nombreuses localités qui en faisaient l’une des régions les plus urbanisées de la chrétienté européenne en dehors de l’Italie.

## Gouvernement

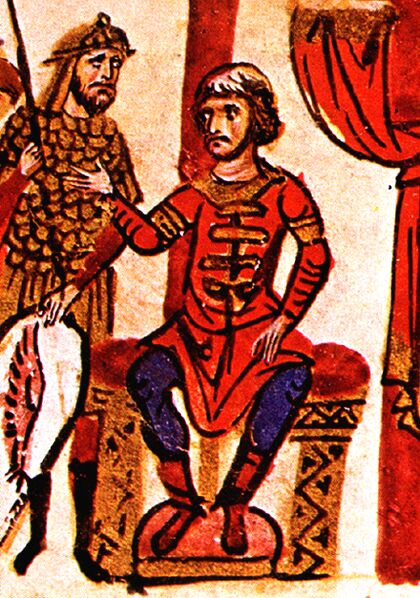
Le khan Omourtag fut le premier souverain bulgare à proclamer que son autorité venait de Dieu. (Madrid Skylitzès)

Le Premier Empire bulgare était une monarchie héréditaire où le monarque était également commandant-en-chef des forces armées, juge, et,  pendant la période païenne, souverain pontife ,. Il dirigeait la politique étrangère du pays et pouvait conclure des traités soit personnellement, soit par l’entremise d’émissaires. Au cours de la période païenne, le monarque portait le titre de « khan ». Vers 864, Boris Ier adopta le titre slave de « knyaz » (prince) et après 913 les souverains bulgares furent reconnus comme « empereurs » (tsars),. L’autorité du khan se voyait limitée à la fois par les principales familles nobles et par l’ « Assemblée du peuple ». Celle-ci regroupait la noblesse et « le peuple en armes » et se réunissait pour discuter des questions ayant une importance cruciale pour l’État. Ainsi une Assemblée du peuple renversa le khan Sabin en 766 parce qu’il poursuivait une politique pacifique à l’égard de Constantinople. Selon la tradition bulgare, le khan n’était que « le premier entre égaux », ce qui fut probablement l’une des raisons qui poussa Boris Ier à épouser le christianisme dont la doctrine était à l’effet que le souverain l’était « par la grâce de Dieu » . Dès le règne du khan Omourtag (r. 814-831), le khan bulgare affirmait déjà détenir son pouvoir de Dieu et être supérieur à l’empereur byzantin tel que mentionné dans l’inscription de Chatalar :

« Le Kanasubigi Omurtag est le divin souverain du pays où il est né […] Puisse Dieu [i.e. Tangra] donner à notre divin souverain de mettre sous ses pieds l’empereur [byzantin] tant que le Ticha coulera. »

Immédiatement après le khan venait le « kavhan », poste qui fut monopolisé par les membres d’une famille connue sous le nom de « famille Kavhan » . Le kavhan jouissait de pouvoirs étendus et commandait l’aile gauche de l’armée, voire l’armée tout entière. Il pouvait même devenir cosouverain ou régent lors de la minorité d’un monarque,. En effet, des sources mentionnent que le khan Malamir « gouverna conjointement avec le kavhan Isbul » (vers 820-830) et le kavhan Dometian est associé au gouvernement de Gavril Radomir (r. 1014-1015) . La troisième position en importance était celle du "ichirgu-boila" qui commandait l’aile droite de l’armée et jouait vraisemblablement le rôle d’un ministre des Affaires étrangères,. Il avait sous ses ordres 1 300 soldats. Selon l’historien Veselin Beshevliev, ce poste pourrait avoir été créé sous le règne du khan Kroum (r. 803-814) ou plus tôt, pour limiter les pouvoirs du kavhan.
Bien que les premiers Bulgares n’aient pas eu d’écriture propre, il subsiste de nombreuses inscriptions sur pierre, la majorité en grec, indiquant l’existence d’une chancellerie près du khan, probablement modelée sur celle de Byzance ,. Le personnel de cette chancellerie pourrait avoir été en partie grec, voire constitué de moines bien que le pays fût encore païen.

## Les classes sociales

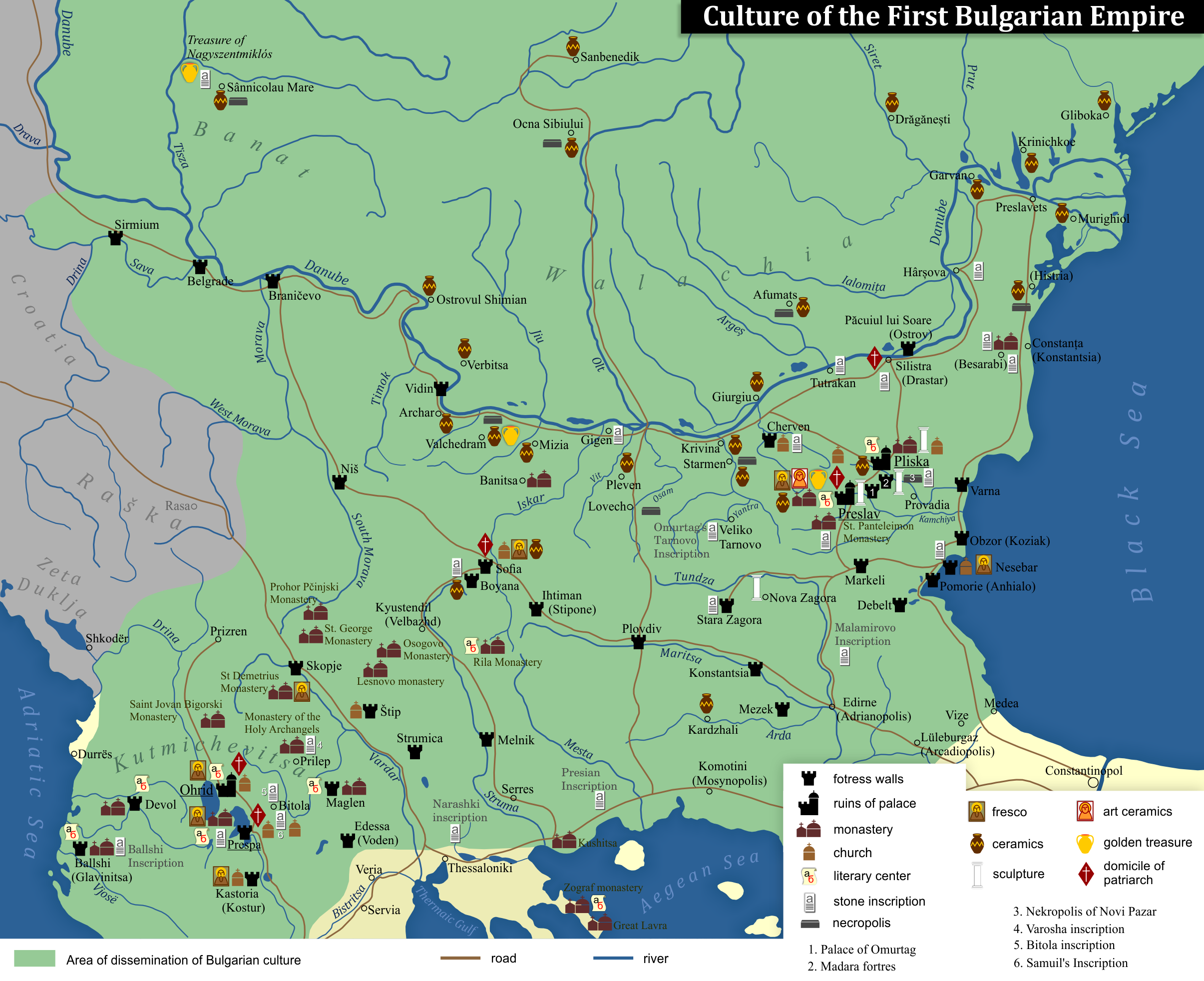
Culture au temps du Premier Empire.

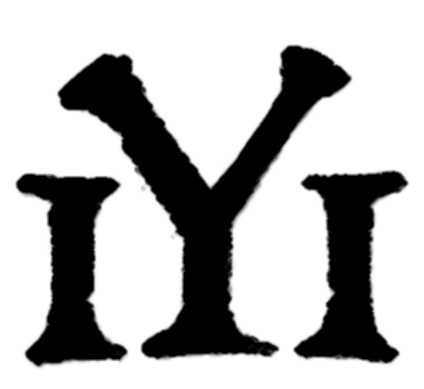
Symbole Göktürk du clan Doulo.

Selon une inscription datant du khan Malamir (r. 831-836), la société bulgare se composait de trois classes : les boilas, les bagains et les Bulgares, c.a.d. le bas-peupe . La noblesse comprenait la classe des boila, mot qui se transforma après le Xe siècle en bolyar, lequel fut adopté par la suite dans de nombreux autres pays d’Europe orientale. Chaque clan boila avait son propre totem et croyait être d’origine divine, d’où leur opposition farouche à l’établissement de la chrétienté vue comme une menace à leurs privilèges. Nombre de ces clans avaient des origines pouvant remonter à l’époque où les Bulgares habitaient encore les steppes au nord et à l’est de la mer Noire . L’  « Annuaire des khans bulgares » mentionne certains souverains de trois clans qui gouvernèrent la Bulgarie jusqu’en 766 : Doulo, Vokil et Ugain. Les pouvoirs de ces familles nobles furent considérablement réduits après la rébellion anti-chrétienne de 866 au cours de laquelle Boris Ier fit exécuter cinquante-deux des principaux boilas ainsi que leurs familles.
Les boila se divisaient entre « de l’intérieur » et « de l’extérieur »; c’est dans leurs rangs que l’on choisissait les candidats aux postes supérieurs de l’armée et de l’administration,. Ces qualificatifs indiquaient probablement que les « boilas de l’extérieur » résidaient hors de la capitale, alors que les « boilas de l’intérieur » faisaient partie de la cour et étaient sous la supervision directe du monarque.
Une seconde classe aristocratique était celle des bagains, elle-même subdivisée en nombreux sous-groupes. L’existence de deux classes nobiliaires distinctes est confirmée par la Responsa Nicolai ad consulta Bulgarorum (Réponses du pape Nicolas Ier aux questions des Bulgares) dans laquelle Boris Ier mentionne les primates et mediocres seu minores.  Autre groupe privilégié, celui des tarkhans dont il est impossible d’après les inscriptions parvenues jusqu’à nous de savoir s’ils appartenaient au groupe des boilas, à celui des bagains ou s’il formait une classe distincte. 
Les titres utilisés durant l’ère païenne de même que nombre d’institutions de cette époque furent conservés jusqu’à la fin du Premier Empire. Le début du IXe siècle fut marqué par l’incorporation progressive d’éléments slaves et grecs byzantins dans la noblesse et les classes supérieures bulgares ce qui eut pour effet d’accroitre les pouvoirs du monarque tout en réduisant ceux des grandes familles aristocratiques traditionnelles,. À partir de cette époque certains titres slaves comme celui de župan devinrent plus courants et certains autres se confondirent avec les titres traditionnels pour former un amalgame comme « župan tarkhan »  . 
Les paysans pour leur part vivaient dans des communautés rurales appelées « zadruga » dotée d’une responsabilité collective  La majorité d’entre eux étaient des personnes libres vivant sous l’autorité directe de l’administration centrale avec laquelle les relations furent codifiées après l’adoption du christianisme. Toutefois, le nombre de paysans liés à la noblesse ou à des possessions ecclésiastiques commença à augmenter à partir du Xe siècle.

## Administration
En raison du peu de sources disponibles, il est difficile de reconstruire l’évolution administrative du pays ainsi que ses divisions. Après leur conquête, les tribus slaves autochtones purent conserver leur autonomie, mais à partir du IXe siècle s’amorça un processus graduel de centralisation,. Au fur et à mesure que le pays s’étendait, des mesures furent prises pour lutter contre l’autorité tribale, conserver le contrôle de la situation et éviter le séparatisme . Lorsque, dans les années 820, certaines tribus slaves de l’ouest du pays, les Timochani, Branichevtsi et Abodriti cherchèrent à se libérer de la domination franque, le khan Omourtag remplaça leurs chefs traditionnels par ses propres gouverneurs. Les textes mentionnent que le pays fut divisé en comitati, gouvernés par un comita. Ces termes sont cependant ceux utilisés par des chroniqueurs européens s’exprimant en latin; il est probable que les Bulgares eux-mêmes utilisaient le terme земя (zemya, signifiant « terre »), tel que mentionné dans la « Loi royale pour le peuple » . On ignore quel en était le nombre, mais selon Hicmar, archevêque de Reims, la rébellion de 866 contre Boris Ier fut conduite par la noblesse des dix comitati,,. Ces divisions territoriales étaient elles-mêmes divisées en župi qui se subdivisaient en zadrugi. Le comita était nommé par le monarque et était assisté d’un tarkhan. Le premier était responsable de fonctions civiles et administratives, alors que le second avait la charge des affaires militaires ,. L’un des rares comitati dont l’on connaisse le nom fut Kutmichevitsa qui résidait au sud-ouest de la Bulgarie, ce qui correspondait à la Macédoine de l’ouest, au sud de l’Albanie et au nord-ouest de la Grèce d’aujourd’hui.

## Droit

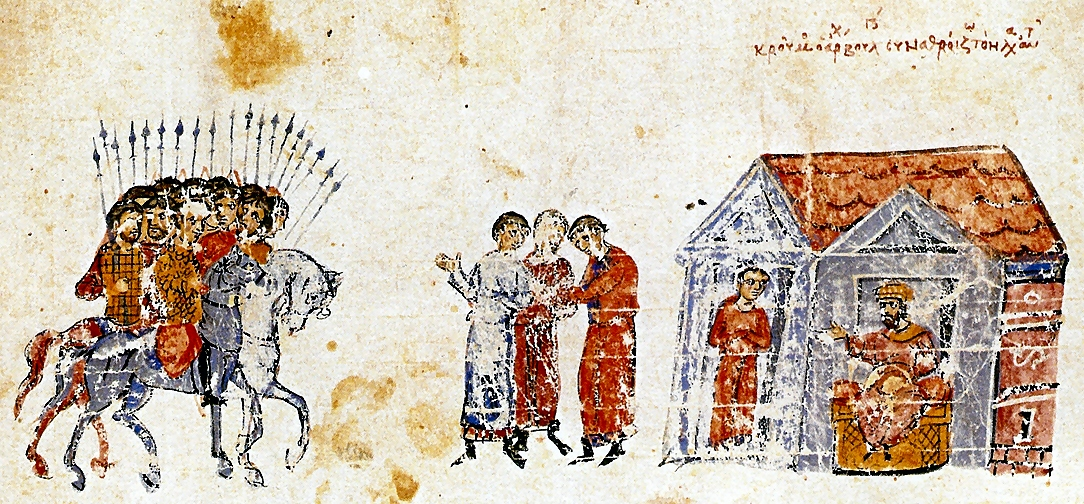
Le khan Kroum réunit son peuple (Chronique de Jean Skylitzès).

Le premier code de droit que nous connaissions date du début du IXe siècle; le texte complet n’a toutefois pas survécu et seulement certains extraits ont été conservés dans l’encyclopédie byzantine appelée « Suda » . Il prévoyait la peine de mort pour les faux serments et les fausses accusations et des peines sévères contre les voleurs et ceux qui les abritaient,,. La Suda mentionne entre autres que la loi prévoyait l’arrachage de tous les pieds de vigne pour lutter contre l’ivrognerie, mais cette affirmation est contredite  par des sources de l’époque qui indiquent qu’après la capture de Pliska en 811, l’empereur byzantin Nicéphore Ier y découvrit de grandes quantités de vin et qu’après la victoire finale de Krum contre le même empereur il fit sertir le crâne de ce dernier dans de l’argent pour s’en servir comme coupe,. Le code de loi de Krum est considéré par nombre d’historiens comme une tentative pour centraliser l’État et homogénéiser la société en mettant ses différents éléments sous un code de lois unique. En l’absence du texte complet, il est cependant impossible d’en établir avec certitude les intentions.
Après sa conversion au christianisme Boris Ier se préoccupa de donner au peuple un code de lois et demanda à cette fin au pape Nicolas Ier de lui fournir des textes de lois . C’est ainsi que fut compilé le Законъ соудный людьмъ (Zakon sudnyi ljud'm, Code royal de lois du peuple), basé essentiellement sur l’Écloge et le Nomocanon, code de lois civiles et religieuses byzantins, mais adapté à la situation particulière de la Bulgarie et valide pour l’ensemble de la population du territoire ,. On y retrouve des éléments de droit civil, criminel, religieux et militaire, incluant droit privé et droit public, ainsi que des normes et guides de procédure. Le code royal de lois du peuple contenait des mesures pour combattre le paganisme, la comparution de témoins, la morale sexuelle, les relations matrimoniales, la répartition du butin de guerre, etc.. Ainsi pour extirper ce qui restait de paganisme, il était prévu qu’un village où se pratiqueraient des rites païens serait transféré dans son entièreté à l’Église et que si c’était le fait d’un riche propriétaire terrien, ces terres seraient vendues et les revenus de la vente distribués aux pauvres.

## Affaires militaires

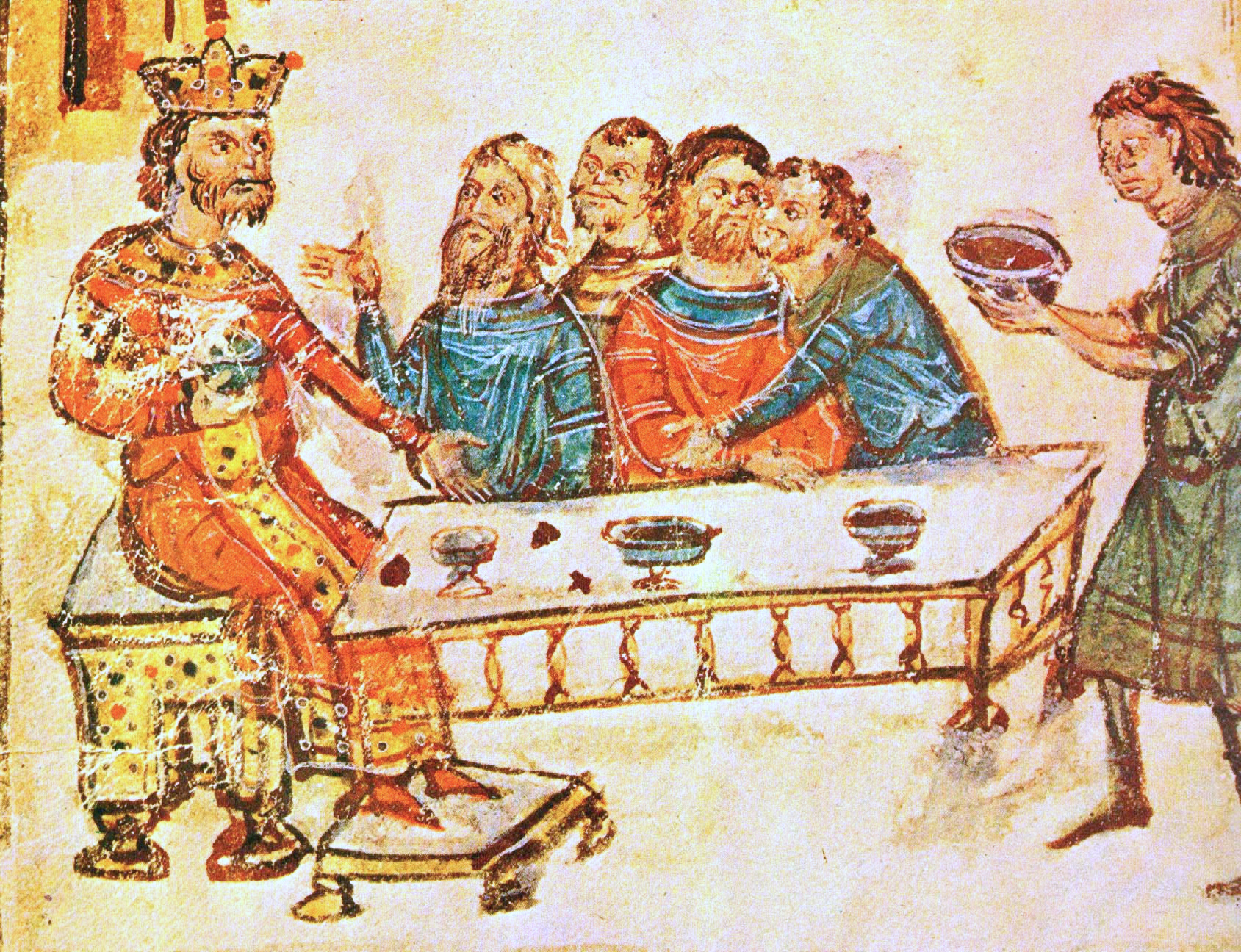
Le khan Kroum célèbre sa victoire sur Nicéphore Ier(Madrid Skylitzès).

Après la formation de l’État bulgare, l’élite de la société fit preuve d’une grande méfiance à l’endroit des Byzantins dont on craignait la perfidie qui se traduisait par des attaques soudaines; la vigilance s’imposait ainsi toujours et partout. L’Empire byzantin pour sa part continua toujours à revendiquer la possession de tous les territoires situés au sud du Danube et fit de nombreux efforts pour les reprendre. Tout au cours de son existence, le Premier Empire bulgare dut ainsi lutter pour sa survie. De la même façon les steppes au nord-est du pays abritaient nombre de peuples prompts à lancer des raids de pillage. La défense du pays constituait ainsi une de ses grandes priorités. Les gardes devaient demeurer constamment en alerte et si quelqu’un tentait de s’enfuir durant leur service, ceux-ci étaient tués sans hésitation. Avant toute bataille, « un homme exceptionnellement sûr et prudent » était chargé d’inspecter toutes les armes, chevaux et matériel; trouvait-on quelqu’un peu ou mal préparé, celui-ci était exécuté. La peine de mort était également prévue pour quiconque était surpris à monter un cheval de bataille en temps de paix. 
L’armée bulgare était équipée de diverses sortes d’armes au nombre desquelles figuraient sabres, épées, haches de guerre, lances, piques, dagues, lassos, arcs et flèches. Les soldats étaient souvent entrainés à utiliser à la fois la lance et l’arc. L’équipement du soldat consistait en casque, cotte de mailles et bouclier pour la défense. Les casques étaient habituellement de forme conique, les boucliers ronds et légers. L’armure était de deux genres : ou bien cottes de mailles faites de maillons de métal entrelacés ou bien de petites plaques de métal rivées l’une à l’autre. Les ceinturons étaient particulièrement importants chez les premiers Bulgares et leur boucle faite d’or, d’argent, de bronze ou de cuivre indiquait l’origine noble de son possesseur.
La composante la plus importante de l’armée était la cavalerie lourde. Au début du IXe siècle le khan bulgare disposait de quelque 30 000 cavaliers « entièrement couverts de fer » ; ceux-ci disposaient de casques de fer et d’une cotte de mailles. Les chevaux avaient leur propre armure . La capitale, Pliska, étant dans une plaine, la cavalerie était nécessaire à sa protection. Le système de fortifications de l’intérieur du pays était renforcé de plusieurs tranchées couvrant de grandes étendues et permettant à la cavalerie de manœuvrer avec aisance. 

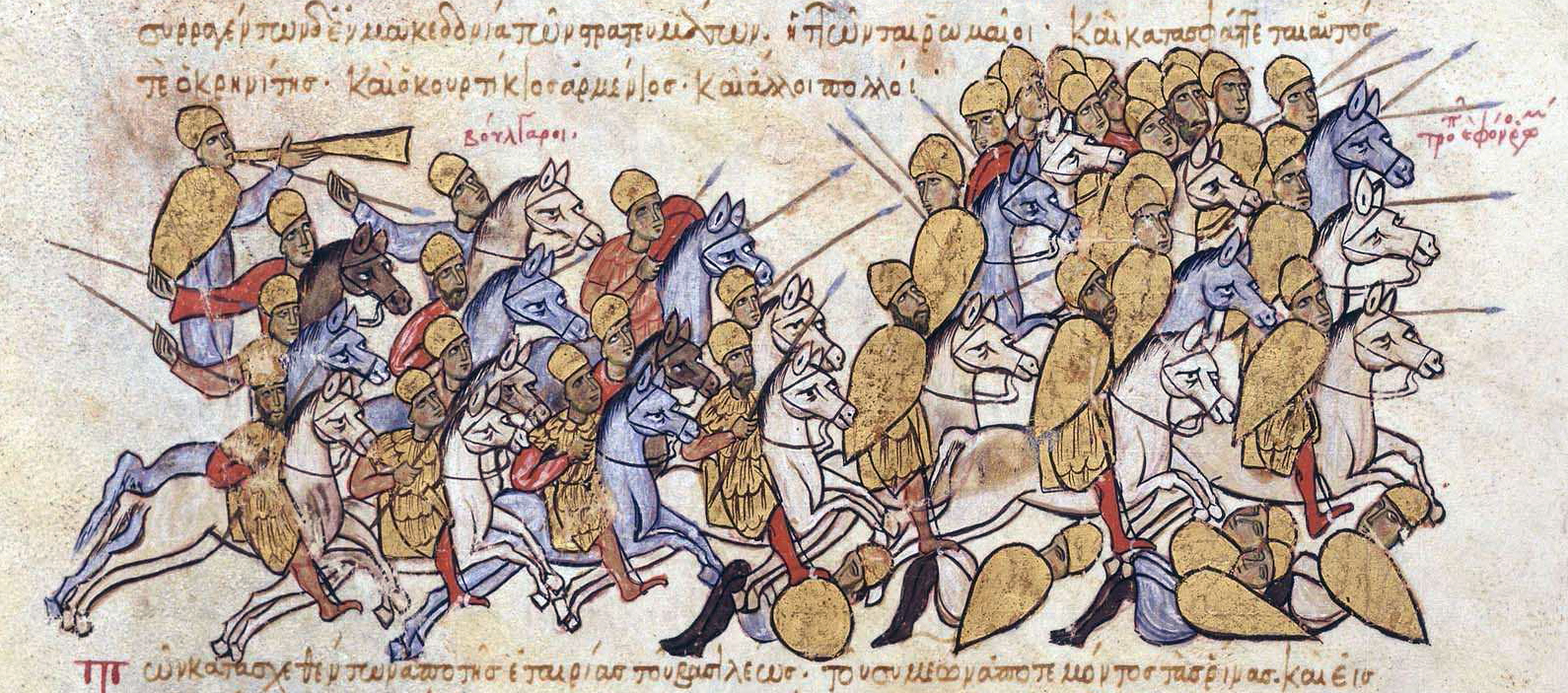
Scène de bataille mettant aux prises Bulgares et Byzantins durant la guerre de 814-816 (Madrid Skylitzès).

L’armée utilisait diverses tactiques. Un fort détachement de cavalerie était souvent tenu en réserve pour attaquer l’ennemi au moment le plus opportun. Des cavaliers auxiliaires étaient quelques fois concentrés derrière la formation de bataille pour éviter une attaque surprise par l’arrière . L’armée bulgare feignait souvent des retraites et des embuscades durant lesquelles les cavaliers chevauchant à rebours lançaient des grêles de flèches sur l’ennemi.  En 918, les Bulgares prirent la capitale du thème byzantin d’Hellas, Thèbes, sans effusion de sang après avoir envoyé cinq hommes munis de haches dans la ville; ceux-ci éliminèrent les gardes, brisèrent les gonds des portes qu’ils ouvrirent aux forces qui attendaient,. Les Bulgares pouvaient aussi se battre la nuit comme l’a montré leur victoire sur les Byzantins lors de la bataille de Katasyrtai en 917,.
L’armée disposait également de nombreux engins de siège. Les Bulgares utilisaient des prisonniers ou fugitifs byzantins et arabes pour produire divers équipements de siège comme l’ingénieur Eumathius qui alla chercher refuge auprès du khan Krum après la capture de Serdica en 809. Le chroniqueur byzantin anonyme connu sous le pseudonyme de Scriptor incertus nous a laissé une liste des machines produites et utilisées par les Bulgares . On y trouve : catapultes, scorpions, tours de sièges de plusieurs étages avec bélier au niveau inférieur, testudos (béliers couverts de plaques de métal sur le dessus), τρίβόλοι (triboloi ou tridents de métal dissimulés ici et là dans un terrain de combat pour ralentir la cavalerie ennemie, échelles, etc. . On sait que le khan Krum avait fait préparer 5000 chariots couverts de plaques de métal en vue du siège qu’il entendait mener contre Constantinople en 814. Enfin, le passage de rivières se faisait sur des pontons de bois.

## Économie et urbanisme

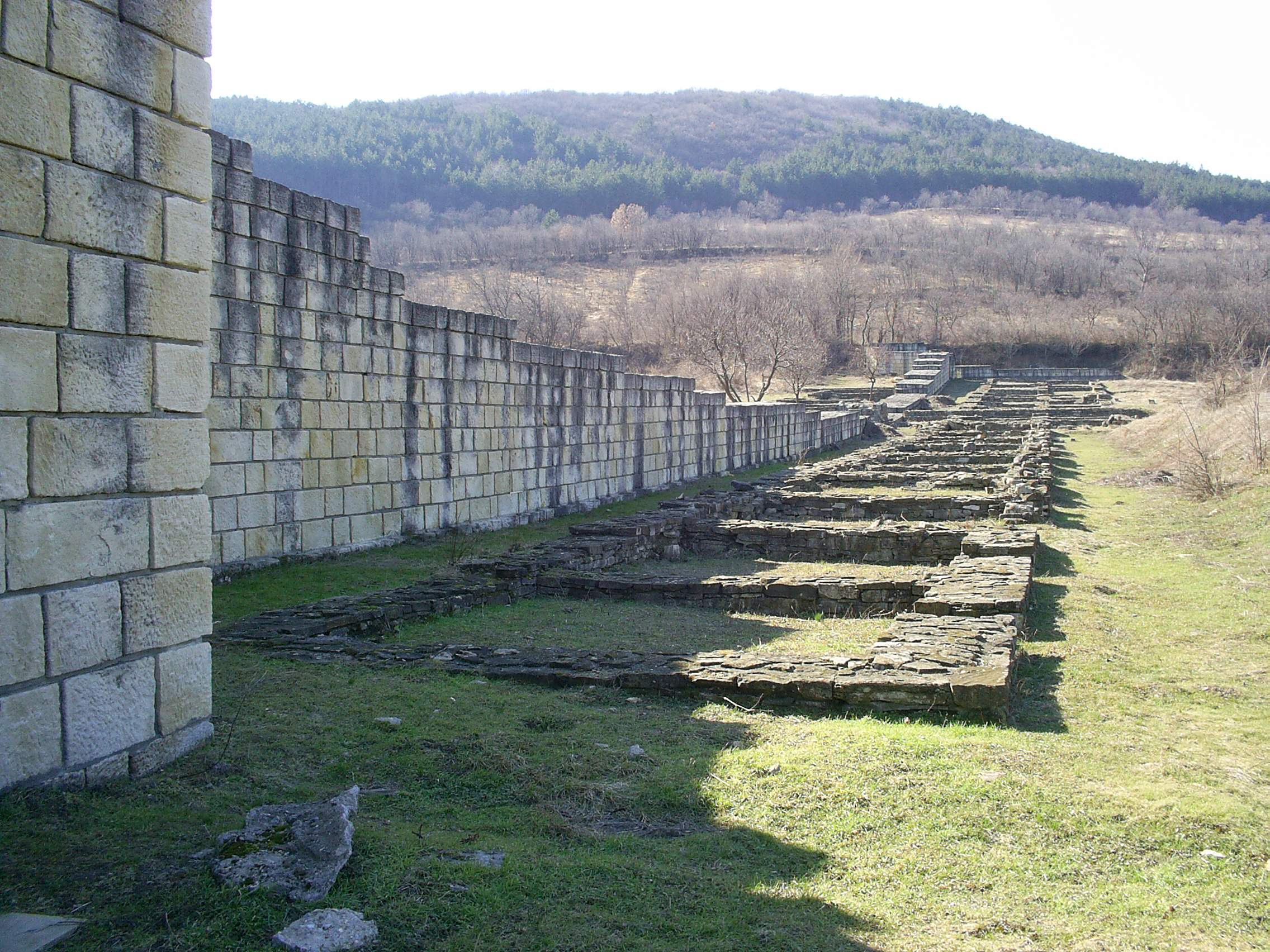
Intérieur du mur sud de l’enceinte de Preslav avec les ruines du quartier des officiers le long du mur.

L’agriculture était le secteur économique le plus important, ce que facilitaient les sols riches de la Mésie, de la Thrace et, en partie, de la Macédoine. La terre était partagée entre « terres seigneuriales » et « terres de village » . Les céréales les plus répandues étaient le blé, le seigle et le millet qui composaient la diète habituelle de la population. Après le IXe siècle la vigne prit de l’importance. Le lin était utilisé pour faire de la toile et des vêtements  exportés vers l’Empire byzantin. Les récoltes étaient souvent victimes des variations climatiques ou des invasions de sauterelles et le pays connut la famine à différentes reprises. Afin de contrer ce problème, le gouvernement emmagasinait des réserves de céréales . L’élevage était aussi répandu; les troupeaux incluaient bovins,   bœufs de labour, buffles, moutons, porcs et chevaux. Ces animaux étaient essentiels pour l’agriculture, le transport, la défense, le vêtement et la nourriture. On peut déduire l’importance de la viande dans l’alimentation populaire du fait que dans les « Réponses du pape Nicolas aux questions des Bulgares » sept des cent-quinze questions concernaient la consommation de viande.
Une faible extraction minière se faisait dans les montagnes des Balkans, dans les Rhodopes et dans certaines régions de Macédoine . La production artisanale se concentrait dans les centres urbains et quelques villages. Preslav avait des ateliers où on travaillait les métaux (principalement or et argent), la pierre et le bois; on y produisait des céramiques, du verre et des bijoux,. La Bulgarie produisait des tuiles de meilleure  qualité que celles de l’Empire byzantin où elles étaient exportées ainsi qu’en Rus’ kiévienne. Dans l’est de la Bulgarie on produisait de grandes quantités de briques, lesquelles étaient marquées du symbole « IYI » associé à l’État bulgare, indice possible d’une production étatique. Après la destruction du khanat avar au début du IXe siècle, la Bulgarie contrôla les mines de sel de Transylvanie jusqu’à ce que celles-ci tombent aux mains des Magyars un siècle plus tard. L’importance de ce dernier commerce fut soulignée lors des négociations en vue d’une alliance entre la Bulgarie et la Francie en 892 lorsque le roi franc Arnulf demanda à la Bulgarie de cesser l’exportation de sel vers la Grande Moravie.
Le commerce était une composante essentielle de l’économie, la Bulgarie étant située ente l’Empire byzantin, l’Europe centrale, la Rus’ et les steppes. Les relations commerciales avec l’Empire byzantin se faisaient sur la base de « la nation la plus favorisée » et les traités entre les deux empires comportaient presque toujours des clauses commerciales. Le premier de ces traités fut signé en 716 et stipulait que les biens ne pouvaient être importés ou exportés que s’ils portaient le sceau de l’État. Les biens découverts sans la documentation requise étaient confisqués au profit du Trésor. Les marchands bulgares avaient leur propre quartier à Constantinople et jouissaient d’un taux d’imposition favorable. L’importance du commerce international pour la Bulgarie était telle que le pays vint prêt d'entrer en guerre lorsque le gouvernement byzantin, en 894, décida de transférer le comptoir des marchands bulgares de Constantinople à Thessalonique où ces derniers devaient payer des taxes plus élevées et ne pouvaient avoir accès aux biens venant d’Orient. La Bulgarie sortit victorieuse de ce conflit et en 896 regagna son statut de « nation la plus favorisée » alors que les entraves au commerce étaient levées. Certaines villes bulgares étaient fort prospères comme Preslavets sur le Danube décrite dans les années 960 comme plus riche que Kiev, alors capitale de la Rus’. Selon une chronique contemporaine, la Bulgarie importait de l’or, des soieries, du vin et des fruits de l’Empire byzantin, de l’argent et des chevaux de la Hongrie et de la Bohême, des fourrures, du miel, de la cire et des esclaves de la Rus’. Des liens commerciaux existaient également avec l’Italie et le Moyen-Orient. 
Le Premier Empire bulgare ne produisait pas sa propre monnaie et les impôts étaient payés en nature,. On ignore si ceux-ci étaient levés sur les terres, sur les personnes ou les deux. En plus du paiement des impôts la paysannerie devait être aussi redevable de certaines obligations comme la construction et le maintien des infrastructures et des travaux de défense, de même que l’approvisionnement en nourriture et matériel de l’armée,. L’historien et voyageur arabe Al-Masudi note que pour acheter divers biens les Bulgares ne se servaient pas de monnaie mais de vaches et de moutons.

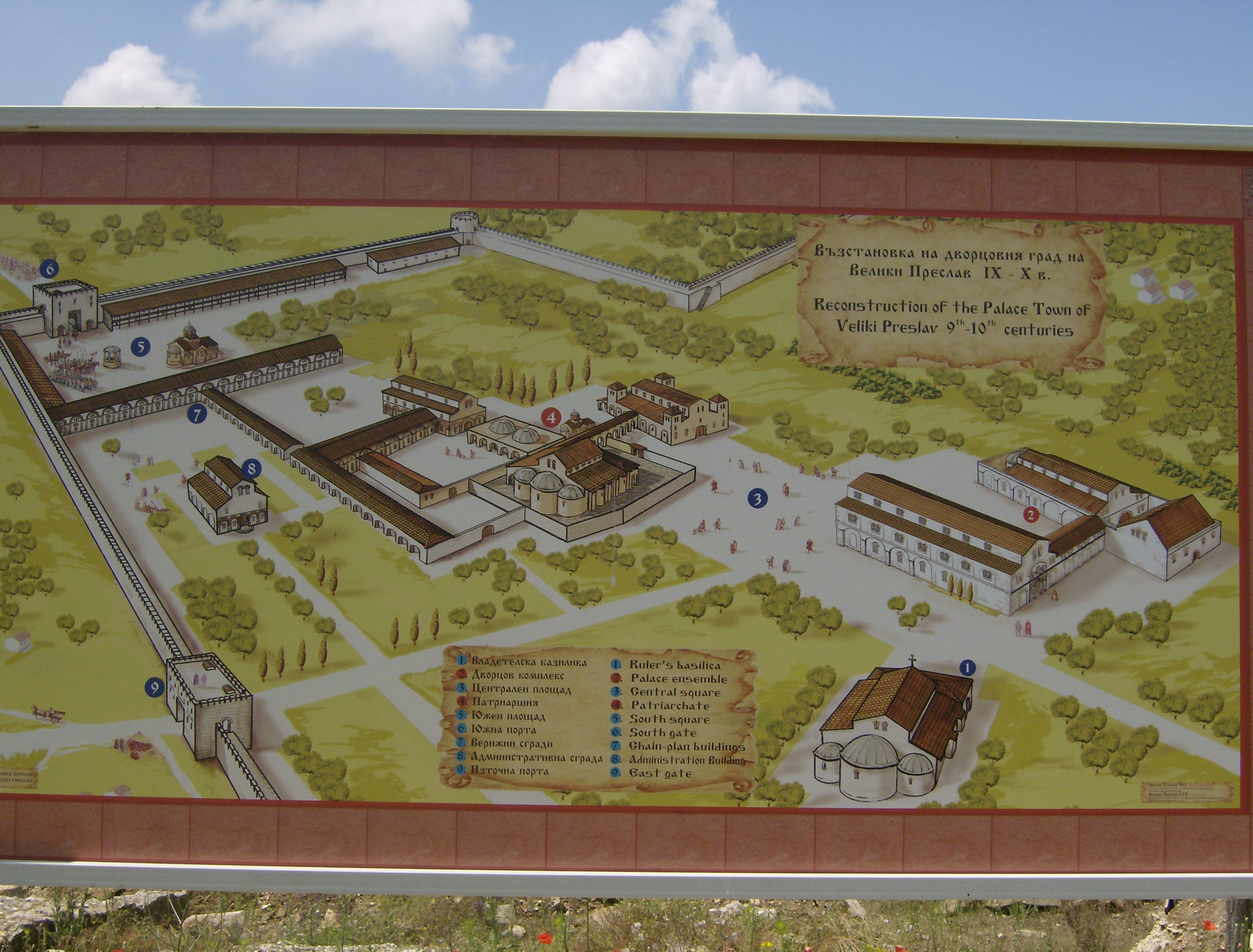
Plan de la forteresse de Preslav.

Dans les villes, la densité de population était élevée. L’historien économique Paul Bairoch estimait qu’en 800 Pliska devait avoir 30 000 habitants et que vers 950 Preslav devait en avoir environ 60 000 ce qui en faisait la plus importante ville de l’Europe non-musulmane après Constantinople. En comparaison, les plus importantes villes de France et d’Italie à cette époque ne dépassaient pas les 30 000 et 50 000 habitants respectivement. Outre les deux capitales, le pays comptait d’autres centres urbains populeux ce qui faisait de la Bulgarie le pays le plus urbanisé de l’Europe chrétienne avec l’Italie. Selon les sources contemporaines, le pays comptait quatre-vingt villes dans la seule région du Danube inférieure. Diverses sources qui nous sont parvenues mentionnent plus de cent localités dans la partie occidentale de l’Empire où l’Église bulgare orthodoxe avait des propriétés. Les villes les plus importantes consistaient en un centre-ville et une périphérie. Le centre-ville était entouré par un mur de pierre et servait de centre administratif et de défense, alors que la périphérie, généralement non-protégée, était le centre de la vie économique avec ses marchés, ses ateliers, ses vignes, jardins et habitations. Comme partout ailleurs au Moyen Âge, la campagne était essentiellement agricole.